# Viktor Emanuel III.
Viktor Emanuel III. Italijanski (Vittorio Emanuele Ferdinando Maria Gennaro di Savoia), italijanski kralj, * 11. november 1869, Neapelj, Italija † 28. december 1947, Aleksandrija, Egipt.  
Vladal je kot kralj Italije od 29. julija 1900 do abdikacije 9. maja 1946. Vladal je tudi kot cesar Etiopije (1936–1941) in kralj Albancev (1939–1943). Med njegovo skoraj 46-letno vladavino, ki se je začela po atentatu na njegovega očeta Umberta I., se je Kraljevina Italija vključila v dve svetovni vojni. Njegova vladavina je vključevala tudi rojstvo, vzpon in padec italijanskega fašizma in njegovega režima.
Med prvo svetovno vojno je Victor Emmanuel III sprejel odstop premierja Paola Bosellija in na njegovo mesto imenoval Vittoria Emanuela Orlanda (premijerja zmage). Čeprav je bila v prvi svetovni vojni na zmagovalni strani, Italija ni dobila vseh ozemelj, ki so ji bila obljubljena v Londonskem sporazumu leta 1915; Versajska pogodba, s katero je bila končana vojna, Italiji ni dala zahtev za priključitev Reke in Dalmacije. Ta pohabljena zmaga je povzročila Orlandov odstop. Na domačem področju se je izguba teh ozemelj izkazala za politično katastrofo za več Orlandovih naslednikov, ki so na oblasti služili zelo malo časa. Posledica tega je bila tudi, da ugledni Giovanni Giolitti, ki je bil peti premierski mandatar brez primere, ni mogel zaščiti države pred rastočim fašističnim gibanjem. Okrepljeni zaradi gospodarske recesije, s katero se država soočala, so fašisti izvedli pohod na Rim, kralj Viktor Emmanuel pa je 31. oktobra 1922 za predsednika vlade imenoval Benita Mussolinija.
Viktor Emmanuel je molčal o domačih političnih zlorabah fašističnega režima, čeprav je sprejel dodatne zakone etiopskega cesarja in kralja Albanije zaradi Mussolinijevih kolonialnih podvigov. Ko je Mussolini leta 1939 poskušal vpeljati Italijo v drugo svetovno vojno, ga je Viktor Emmanuel premagal in se uprl vstopu Italije v vojno vse do junija 1940, ko je kralj popustil in Mussoliniju podelil velika pooblastila za vstop in vodenje italijanske države v vojni. Vojna se je za Italijo izkazala za katastrofalno, saj so se številne ofenzivne operacije v Evropi in Severni Afriki končale s porazom. Sredi zavezniške invazije na Italijo leta 1943 je Viktor Emmanuel s pomočjo svojih kolegov odstavil Mussolinija z oblasti in septembra 1943 podpisal premirje z zavezniki. Pred prihajajočo nemško vojsko na italijanski polotok sta kralj in nova italijanska vlada pobegnila v Brindisi, medtem ko so Nemci ustanovili marionetno državo na severu Italija. Viktor Emmanuel je oktobra 1943 zamenjal stran in napovedal vojno Nemčiji, čeprav se je nenehno boril z zavezniškim poveljstvom in je pod pritiskom zaveznikov junija 1944 večino svojih pooblastil prenesel na sina Umberta, s čimer je dejansko končal njegovo sodelovanje v vojni in v italijanski vladi.
Victor Emmanuel se je leta 1946 uradno odrekel prestolu v korist svojega sina, ki je postal kralj Umberto II., v upanju, da bo okrepil podporo monarhiji proti končno uspešnemu referendumu za njeno odpravo. Nato je odšel v izgnanstvo v Aleksandrijo v Egiptu, kjer je umrl in bil naslednje leto pokopan v katedrali svete Katarine v Aleksandriji. Leta 2017 so njegove posmrtne ostanke po dogovoru med italijanskim predsednikom Sergiom Mattarello in egiptovskim predsednikom Abdelom Fatahom el-Sisijem vrnili v Italijo.
Nekateri Italijani so Viktorja Emmanuela imenovali tudi Sciaboletta ("mala sablja") zaradi njegove višine 1,53 m in il Re soldato (Kralj vojakov), ker je vodil svojo državo v obeh svetovnih vojnah.